# Hysterothylacium rigidum
Hysterothylacium rigidum is een rondwormensoort uit de familie van de Anisakidae. De wetenschappelijke naam van de soort is voor het eerst geldig gepubliceerd in 1809 door Rudolphi.